# Saccharosydne procerus
Saccharosydne procerus är en insektsart som beskrevs av Matsumura 1931. Saccharosydne procerus ingår i släktet Saccharosydne och familjen sporrstritar. Inga underarter finns listade i Catalogue of Life.